# Sara Tommasi
Sara Tommasi (Narni, 9 giugno 1981) è una showgirl, attrice e cantante italiana.

## Biografia
È nata a Narni da Marco Tommasi e Cinzia Cascianelli, gestori di un bar - pasticceria nella città di Terni. Ha conseguito una laurea in Economia presso l'Università Bocconi di Milano con una tesi dal titolo Il caso Cirio Parmalat, funzionamento dei mercati, tutela del risparmio.
Nel suo curriculum ci sono, secondo quanto da lei dichiarato, anche un corso di dizione presso il CTA di Milano, ed uno di recitazione presso l'Actor's Studio di New York, oltre alla frequenza dei laboratori di Beatrice Bracco a Roma. 
Nel 2021, durante le restrizioni covid, si è sposata con il suo manager Antonio Orso, e la coppia vive tra Terni e Sharm el-Sheikh

### Attività come attrice e showgirl (1998-2010)
Dopo aver esordito nel mondo dello spettacolo nel 1998 partecipando a Miss Italia con la fascia di Miss Umbria (arrivò sino alle prefinali di San Benedetto del Tronto) iniziò la sua carriera in televisione come wee-jay per All Music. Nel 2002 è stata scelta come valletta del Paolo Limiti Show in onda su Rai 1. Nel 2003 è stata protagonista di MouseTrip, video degli "Insolito", programmato nel circuito americano di MTV. Nel 2004 è stata inviata del programma Con tutto il cuore, finalista a Veline 2004, "paperetta" di Paperissima e "schedina" di Quelli che il calcio.
Nel 2006 ha partecipato alla quarta edizione del reality show L'isola dei famosi (dove si è classificata al quarto posto), partecipando al programma On the Road (in onda su Italia 1) e posando per il calendario sexy dell'anno prodotto da Max. Intervistata a seguito della diffusione del calendario ha dichiarato che all'inizio non voleva spogliarsi, ma poi ha cambiato idea; ha quindi aggiunto di essersi sottoposta ad un intervento chirurgico di mastoplastica additiva.
Nel 2007 ha affiancato Fabrizio Frizzi alla conduzione di due puntate di Mi fido di te e nel 2008 ha esordito al cinema con il film Ultimi della classe, diretto da Luca Biglione, per il quale ha ottenuto il premio come "Migliore attrice non protagonista" nella seconda edizione dell'Invisible Film Festival di Cava de' Tirreni. Nel 2009 ha affiancato Paolo Bargiggia alla conduzione del magazine in onda dopo le partite dell'Europa League su Rete 4.
Nel 2010 è stata la terza testimonial, dopo Manuela Arcuri e Karima El Mahroug, del libro Il labirinto femminile dell'avvocato e politico Alfonso Luigi Marra.

### Gli eccessi (2011-2017)
In febbraio 2011 è stata coinvolta nel caso Ruby, faccenda che vedeva come parte in causa l'allora premier Silvio Berlusconi; a seguito del fatto rilasciò un'intervista al settimanale femminile Diva e donna, che suscitò molto clamore, dichiarando di avere il timore di essere uccisa poiché vittima di non ben precisati persecutori, che le avrebbero somministrato droghe per fini sessuali. All'intervista in questione hanno fatto seguito anche altri interventi di Tommasi sui media dello stesso tenore, in cui aggiungeva anche di non essere una escort. Ha quindi aggiunto di essere stata colpita positivamente da Berlusconi la prima volta che l'aveva visto, ma di sentirsi delusa in quanto un politico avrebbe dovuto dare il buon esempio.
A partire dal dicembre dello stesso anno, inoltre, ha cominciato ad apparire sempre più di frequente senza veli. Ha comunque proseguito, nello stesso periodo, la carriera come attrice apparendo nel film Una cella in due, diretto da Nicola Barnaba e ad una puntata della serie televisiva Fratelli detective. Nel 2012 ha presentato anche il programma Celebrity su Coming Soon Television.
Nel 2018 ha rilasciato un'intervista a Le Iene in cui ha dichiarato di essere affetta da un disturbo bipolare per cui è ancora in cura; dichiara anche di essere stata in cura in ospedale per cinque mesi e di non ricordare molto degli anni di eccessi.

#### I film pornografici (2012-2013)
Nel 2012 viene diffuso un primo film pornografico in cui compariva come attrice. A seguito della diffusione della pellicola, intitolata La mia prima volta e diretta da Guido Maria Ranieri è stata ricoverata in una struttura ospedaliera e sottoposta ad una cura per una forte depressione. Nel 2013 sono state diffuse altre due pellicole dal tenore pornografico che la vedono coinvolta: I soliti noti, collezione di scene tratte da film già usciti, e Vip sesso e potere, girato insieme all'ex concorrente del Grande Fratello 11 Nando Colelli.

#### L'indagine per abusi nei suoi confronti (2012-2022)
Nel dicembre 2012, a seguito di una denuncia presentata da Alfonso Luigi Marra per conto di Tommasi, la polizia giudiziaria ha sequestrato il film pornografico Confessioni private; secondo quanto riportato nella denuncia il produttore Federico De Vincenzo avrebbe drogato Tommasi al fine di costringerla a girare la pellicola; Di Vincenzo ha tuttavia sostenuto che una visita specialistica dimostrerebbe che durante le riprese l'attrice era in grado di intendere e volere. La procura di Salerno nel 2013 ha disposto l'arresto di De Vincenzo e del distributore della pellicola Giuseppe Matera, accusati di aver indotto la showgirl a girare il film attraverso la somministrazione di cocaina.
Il 22 maggio 2014 il tribunale della stessa città ha condannato a 2 anni e 10 mesi Matera, che ha scelto di essere giudicato con il rito abbreviato; la sentenza è stata poi confermata nel 2015 dalla Corte d'appello della stessa città; parallelamente, dopo il rinvio a giudizio è iniziato il procedimento nei confronti del produttore Federico Di Vincenzo, del regista Max Bellocchio e degli attori Pino Igli Papale e Fausto Zulli.
Nel 2016, nell'ambito del dibattimento, è stato ascoltato il neuropsichiatra Michele Sforza, che tra il 2011 ed il 2012 visitò per quattro volte Tommasi; egli avrebbe confermato che l'attrice in quel periodo manifestava dei chiari sintomi ascrivibili alla psicosi e al delirio con allucinazioni visive e uditive e che questi sarebbero stati percepibili da chiunque. Nel 2017 è stato ascoltato dal tribunale di Salerno anche il produttore Matera, il quale avrebbe dichiarato che Tommasi utilizzava sostanze stupefacenti in modo massiccio, che l'avrebbero resa poco collaborativa sul set del film porno sequestrato, e che per tali motivi si sarebbe scelto di impiegare controfigure per alcune scene. Nel dicembre 2022 tutti gli imputati sono stati assolti.

### Attività imprenditoriali (2015-2019)
Dopo aver lasciato Milano ed essere tornata a vivere a Narni, sua città natale, Sara Tommasi si è dedicata ad attività imprenditoriali curando la promozione del "bha'", un dolce ideato dal padre. Nel 2015, dopo aver collaborato con l'avvocato Alfonso Luigi Marra come "consulente tecnica delle cause del signoraggio bancario", è stata nominata dirigente del Marruvium, squadra calcistica di San Benedetto dei Marsi militante in seconda categoria. Nel 2019 ha quindi aperto una panetteria a Terni.

### Ritorno all'attività di showgirl (2019-)
Nel 2019, dopo anni di lontananza dalla televisione, ha ripreso l'attività di showgirl conducendo Manhattan Transfer, programma sull'archeologia in onda sulla rete locale TeleTerni. È stata inoltre scelta per condurre lo show radiofonico Sara quel che sarà, trasmesso dall'emittente ternana Radio Passeggiata. Nel 2020 è stata inoltre coinvolta in un progetto musicale con il duo umbro Luci da Labbra ed il trapper lucano Sciarra, che ha visto la registrazione di un singolo dance intitolato Vis a Vis, la cui uscita è stata prevista per l'estate.
Nel 2021 ha pubblicato un libro autobiografico intitolato Ricomincio da Sara edito da Herkulesbooks. L'anno successivo è stata quindi intervistata nell'ultima puntate de One More Time, podcast prodotto da Radio Deejay, durante la quale ripercorre la sua vita, incluso il periodo degli eccessi.
Nel 2023 ha partecipato ad una puntata de Le Iene, proponendo un suo lungo monologo sul disturbo bipolare che le è stato diagnosticato, con alcuni consigli per chi vive una storia analoga alla sua. Nello stesso anno ha realizzato, in collaborazione con Capricci Store, una propria linea di gioielli ispirati alla farfalla.
Nel 2024 esce il brano e Videoclip "Sogno d'Oriente", interamente girato a Sharm el Sheikh ed ottiene oltre 1 milione e 200 mila visualizzazioni in pochi mesi. Il brano scritto da Michele Galasso, Luigi Domenici e Paola Chiesa è edito Novalis Music. L'editing del video è stato affidato a Davide Legni. 

## Vita privata
Il 21 marzo 2021, con una cerimonia riservata svoltasi a Massa Martana, si sposa con il suo manager Antonio Orso.

## Filmografia

### Cinema
- Ultimi della classe, regia di Luca Biglione (2008)
- Tutto l'amore del mondo, regia di Riccardo Grandi (2010)
- Alta infedeltà, regia di Claudio Insegno (2010)
- Una cella in due, regia di Nicola Barnaba (2011)
- La mia prima volta, regia di Guido Maria Ranieri (2012)
- Vip, sesso e potere, regia di Tony Del Duomo (2013)

### Televisione
- Il falco e la colomba, regia di Giorgio Serafini – miniserie TV (2009)
- Buona la prima! – programma TV, episodio 3x05 (2009)
- Crimini – serie TV, episodio 2x05 (2010)
- I delitti del cuoco – serie TV, episodio 1x04 (2010)
- SMS - Squadra molto speciale, regia di Gianluca Petrazzi – sitcom (2010)
- Distretto di Polizia – serie TV, episodio 10x24 (2010)
- Non smettere di sognare – serie TV, 5 episodi (2011)
- La donna della domenica, regia di Giulio Base – miniserie TV (2011)
- Fratelli detective – serie TV, episodio 1x03 (2011)

## Programmi televisivi
- Paolo Limiti Show (Rai 1, 2002) – valletta
- Con tutto il cuore (Rai 1, 2004) – inviata
- Veline (Canale 5, 2004) – concorrente
- Paperissima (Canale 5, 2004) – valletta
- Quelli che il calcio (Rai 2, 2005) – schedina
- On the Road (Italia 1, 2006)
- L'isola dei famosi 4 (Rai 2, 2006) – concorrente
- Mi fido di te (Rai 1, 2007)
- Speciale Europa League (Rete 4, 2009-2010) – co-conduttrice
- Celebrity (Coming Soon Television, 2012)
- Marattan Transfer (TeleTerni, 2019) – co-conduttrice

## Discografia

### Singoli
- 2021 – Pazza estate con Marco Vicini La Rocca
- 2021 – Errore giustissimo feat. Space One & Marco Vicini La Rocca
- 2021 – Natale perché con Marco Vicini La Rocca e I Poterico
- 2023 – Vis a vis con Luci da Labbra e Marco Sciarra
- 2023 – Pierrot con Sab Sista
- 2023 – Flash mob
- 2023 – Impara ad amarti con Domeniko D'Ambra
- 2023 – Influencer ("Sfrizzami" edition), con Éva Henger e Francesca Cipriani
- 2024 – Sogno d'oriente

## Radio
- Prima serata (Radio FM 104.5, 2013)
- Sara quel che sarà (Radio Passeggiata, 2019)

## Video musicali
- MouseTrip degli Insolito (2003)
- Cacciamo insieme i mercanti dal tempio di Flycat (2013)

## Altre attività

### Calendari
- 2007 – Calendario per la rivista Max
- 2015 – Calendario autoprodotto[senza fonte]

### Libri
- Sara Tommasi, Ora basta, parlo io!!! A voi il piacere di scoprire dov'è la realtà e dove la fantasia..., Gruppo Albatros Il Filo, 2012, ISBN 88-567-5921-7.
- Sara Tommasi, Ricomincio da Sara, Herkules Books, 2021, ISBN 9791280203069.